# Johan Erik Ringström

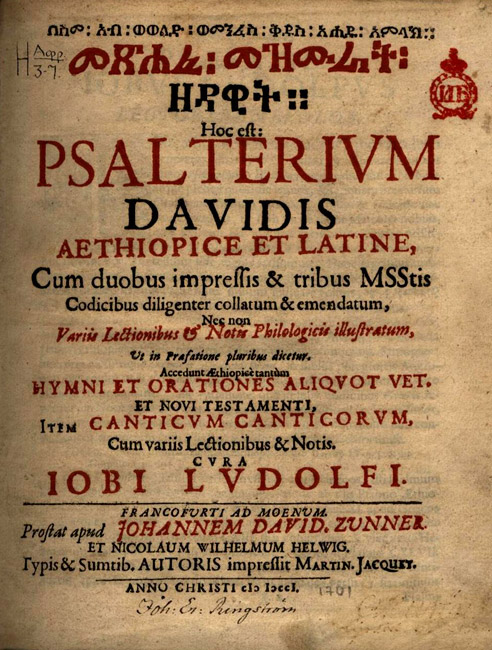
Psalterium Davidis Aethiopice et Latine (1701) - med autograf Joh. Er. Ringström

Johan Erik Ringström, född 1746 i Roslagen, död 1820 i Stockholm, var en svensk sinolog.
Ringström studerade vid Uppsala universitet, då han fick erbjudande om att följa en fransk officer till hans hemland och där söka anställning i armén. Han ingick vid ett artilleriregemente, men tog snart avsked och ägnade sig åt språkvetenskapliga studier, lärde sig kinesiska och japanska hos Joseph de Guignes i Paris samt företog resor till Spanien, Portugal och Italien. 
Efter hemkomsten blev Ringström translator i kansliet, en befattning, som han innehade i omkring 40 år. Dessutom skall han ha varit sakförare. I handskrift utarbetade han under denna tid en kinesisk grammatik, en kinesisk ordbok (från latin till kinesiska, 1813) samt en karaibisk-svensk ordbok (1806), alla i Kungliga biblioteket.
En annan frukt av hans kinesiska studier var en efter hans död utgiven Kinesiska rikets kejsare-historia
(1827). Därjämte författade han ett Sjölags- och seglations-lexicon (två delar, 1816) och Sammandrag af alla staters handels- och seglationsusancer (1827). Han skall även ha efterlämnat åtskilliga andra arbeten i handskrift, numera förkomna. Sina sista år tillbragte Ringström i fattigdom och förgätenhet.